# Río Voipir
El río Voipir es un curso natural de agua que nace en las laderas occidentales del volcán Villarrica, fluye con dirección general oeste y desemboca en la margen izquierda del cauce superior del río Toltén en la Región de la Araucanía.
Risopatrón le llama río Voipire, pero advierte que también se le ha llamado Hueipire y Huaipire.

## Historia
Luis Risopatrón lo describe, bajo el nombre "Voipire" en su Diccionario Jeográfico de Chile (1924):: 938 
Voipire (Rio). Es de aguas claras y lecho pedregoso, está caracterizado en su curso superior por enormes i ya alisados planchones de lava, así como por os contínuos brincos i caídas, recibe las aguas de las faldas N de los cerros del mismo nombre, corre hacia el NW i se vácia en la márjen S del curso superior del rio Toltén, al NW de Chiguahue.